# Сандовал, Пол Джошуа
Пол Джо́шуа Са́ндовал (англ. Paul Joshua Sandoval; род. 16 мая 1974 года), известный более как Сонни (Sonny) — христианский рок и рэп-исполнитель. Является вокалистом рок-группы P.O.D. из Сан-Диего, Калифорния.

## Биография
Сандовал родился в Сан-Диего, Калифорния. У матери Пола были полинезийские корни, у отца — мексиканские и итальянские. Подростковые годы он провел в городе Отэй меза по соседству с южным районом Сан-Диего. В это же время он считался участником местной криминальной банды и как следствие пристрастился к употреблению алкоголя и марихуаны. Когда Полу было 19 лет, его мать умерла от лейкемии. Потеря столь близкого человека изменила мировоззрение Сонни и он увлекся христианской верой. С того момента он решил стать христианским МС. Позже он присоединился к группе Enoch, в которой играли Вув Бернардо, Гейб Портильо и Маркос Куриэль, которая по идее Сонни была переименована в P.O.D. (сокращенно «Payable On Death» — Выплата в случае смерти). Жанры которые охватил Сандовал в своей карьере в P.O.D очень разноплановы — это рок, панк, регги, рэп, хардкор.
Пол женился на своей девушке Шэннон в 1996 году, от брака у него есть две дочери, Невайя и Марли и сын Джастис. Именно с его подачи имя Невайя стало популярно в США после его появления в шоу MTV «По домам».
За всю свою карьеру в P.O.D. Пол был известен благодаря своим дредам (которые порой доставали до его пояса, как видно в клипе ""Going in blind""), но перед релизом седьмого студийного альбома группы «When Angels & Serpents Dance», он отрезал их и поменял свой стиль. Он сделал это потому, что большое число поклонников стали копировать его прическу не задумываясь о её истинном смысле. Люди старались быть похожим на своего кумира и Сандовал решил отрезать дреды, чтобы эта любовь не зашла чересчур далеко.
Кроме P.O.D. Пол появляется на пластинках других групп в качестве приглашенной звезды, записывая треки для их альбомов.
Он был в альбоме группы Project 86 в песне «Six Sirens».
В 2004 году Сандовал записал два трека совместно с Anastacia, «Seasons Change» and «I Do».
Сонни Сандовал был назван на 63 месте Top 100 Metal Vocalists of All Time по версии 2006 года. В настоящее время он гастролирует с собственной группой The Whosoevers.
В 2009 он появляется на альбоме «Tribal Seeds» «The Harvest» в совместной записи «Warning».
В 2010 записывает совместный трек с металкор-группой «War of Ages» «Eternal» для одноимённого альбома.
Тогда же Пол записывает совместную песню «Children of the Light» для альбома «Rehab» исполнителя Lecrae’s.
В 2012 Сонни также участвовал в песне The Only Name с ещё одной металкор-группой «For Today».
В 2019 Noize MC вместе с Сонни Исполнил песню Chasing the horizon.